# Brotxa d'afaitar

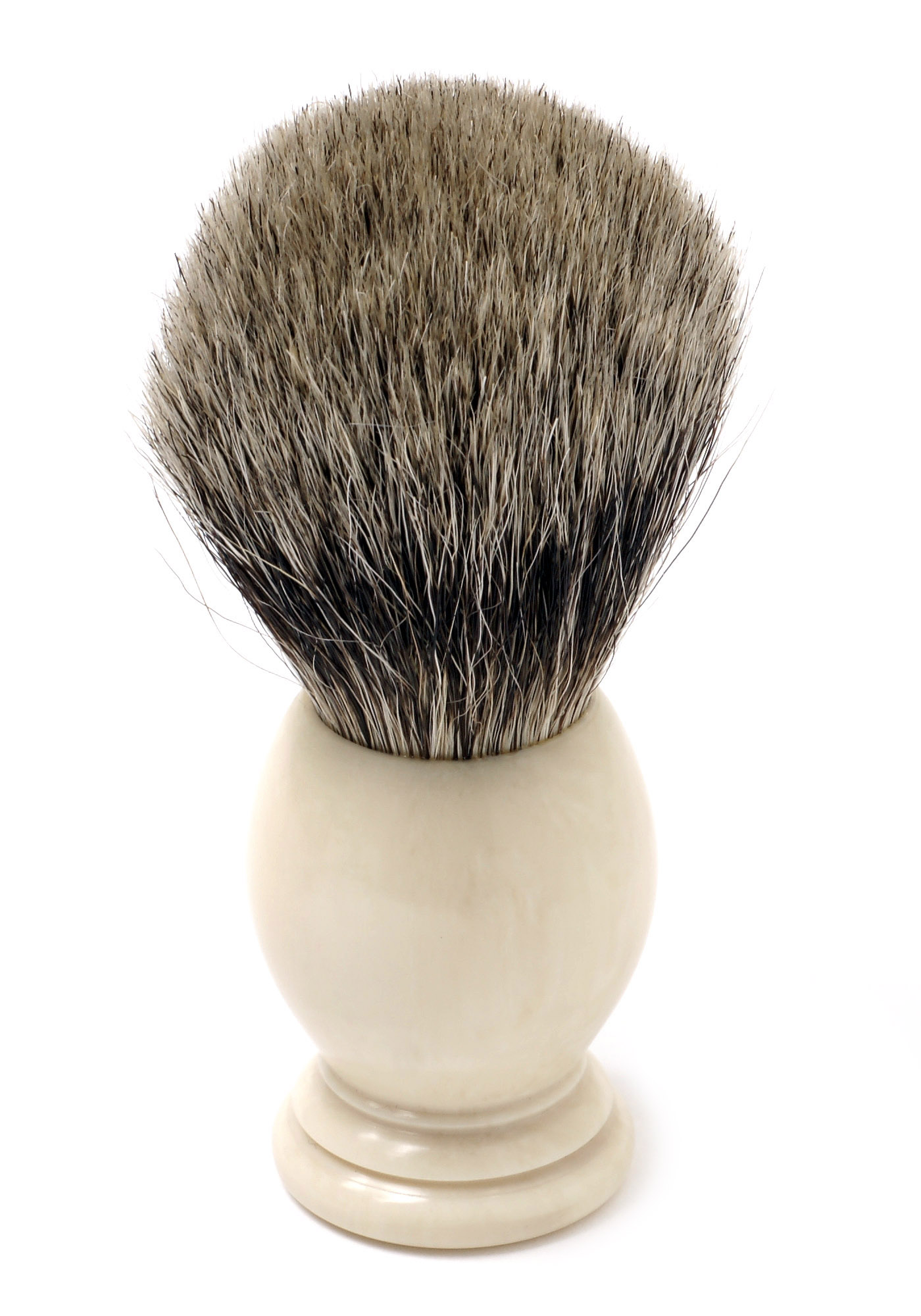
Brotxa d'afaitar tradicional amb mànec corbat

Una brotxa o pinzell d'afaitar és un estri compost de cerres (que poden ser de teixó, senglar o niló) unides a un mànec que s'usa per fer escuma amb sabó o crema d'afaitar i aplicar-la a la cara durant l'afaitada. Encara que avui dia la majoria dels homes usen gel o escuma en pot, les brotxes d'afaitar se segueixen fent servir i fabricant en molts països (especialment a Europa) a causa dels seus excel·lents resultats per a l'afaitada masculina.

## Història
El tipus de brotxes d'afaitar d'avui en dia pot remuntar-se a la França de la dècada del 1750. La qualitat de les brotxes variava enormement així com els materials que s'usaven per a la fabricació dels mànecs anava del comú a l'exòtic. Eren comuns les brotxes amb mànecs fets d'ivori, or, plata, closca de tortugues, vidre i porcellana. Les brotxes més cares es fabricaven amb pèl de teixó i les més barates amb pèl de porc senglar.

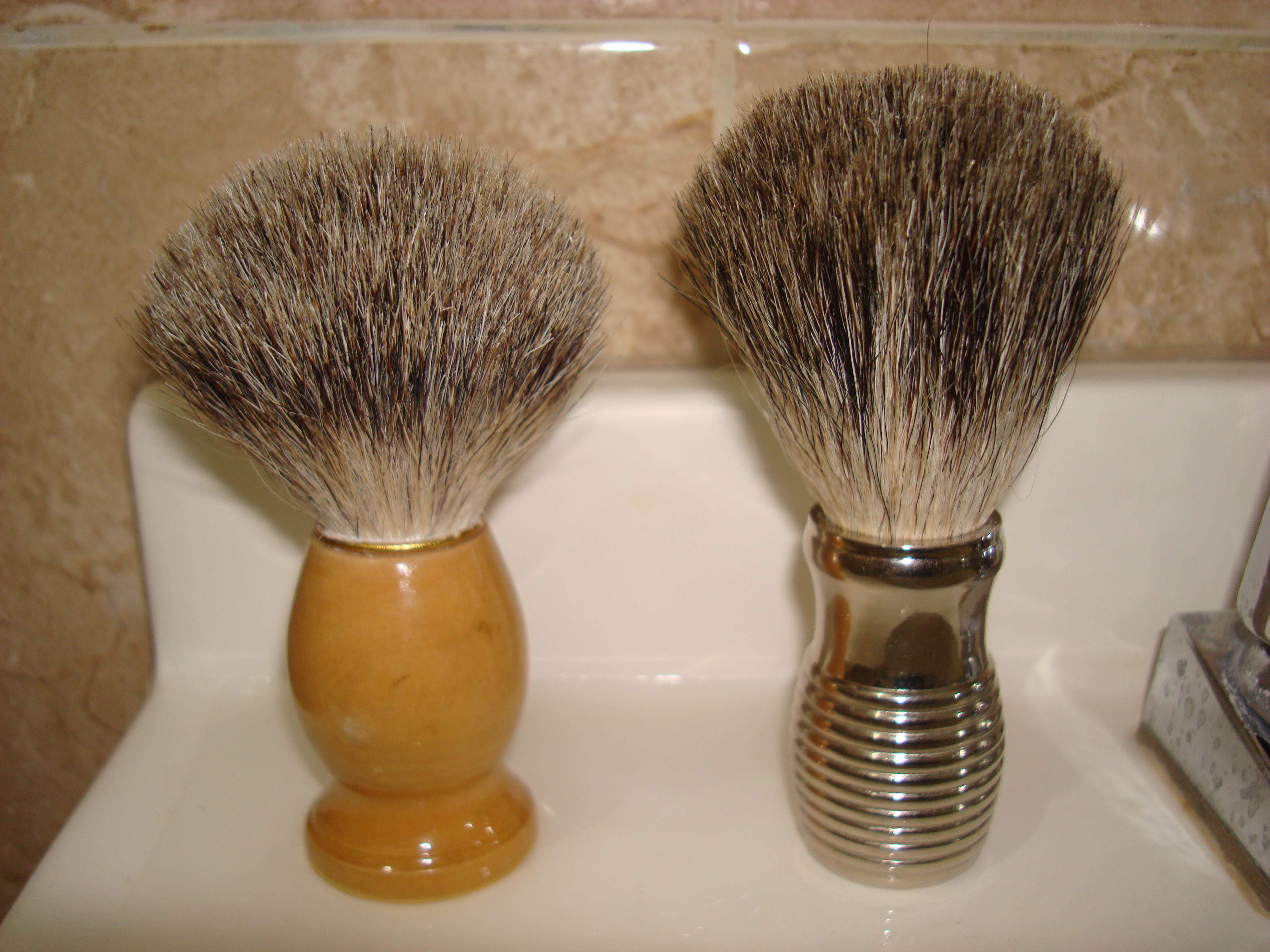
Brotxes de pèl de teixó amb mànecs de diferents materials: fusta (esquerra) i metall (dreta).

Durant el segle xix, quan als homes els va resultar més pràctic adquirir les seves pròpies navalles d'afaitar per afaitar ells mateixos en lloc d'anar a una barberia, la brotxa d'afaitar es va convertir en un símbol d'estatus social a les brotxes més cares les que reflectien el benestar econòmic d'un home i la seva família, tal com els cotxes avui en dia.

## Tipus de pèl
Les brotxes d'afaitar poden ser de pèl de teixó, senglar,de cerres de niló o de senglar.

### Teixó
Les brotxes de teixó són les més cares per la seva suavitat, puixque retenen més aigua que qualsevol altre tipus. Depenent de la part del cos del teixó d'on es prengui el pèl, seran les característiques que la brotxa tindrà pel que fa a suavitat i retenció d'aigua. Els noms que rep cada tipus de pèl de teixó varia en funció del fabricant, però generalment se solen classificar de la següent manera:

#### Teixó negre
També anomenat "teixó pur" és el tipus de pèl més rígid (però és molt més suau que les brotxes de senglar) i més barat, és també el més abundant en el cos del teixó. Es caracteritza també per ser el més fosc i per retenir menys aigua que altres tipus de pèl de teixó. Alguns fabricants poden arribar a pintar o blanquejar aquest tipus de pèl per fer-ho lluir com si és de millor grau.

#### Teixó gris
Anomenat també "teixó gris clar" i popularment conegut en anglès com "best Badger", és més suau que el teixó negre, naturalment més clar i reté més aigua. És també més car però no tant com el punta de plata o Silvertip.

#### Teixó punta de plata

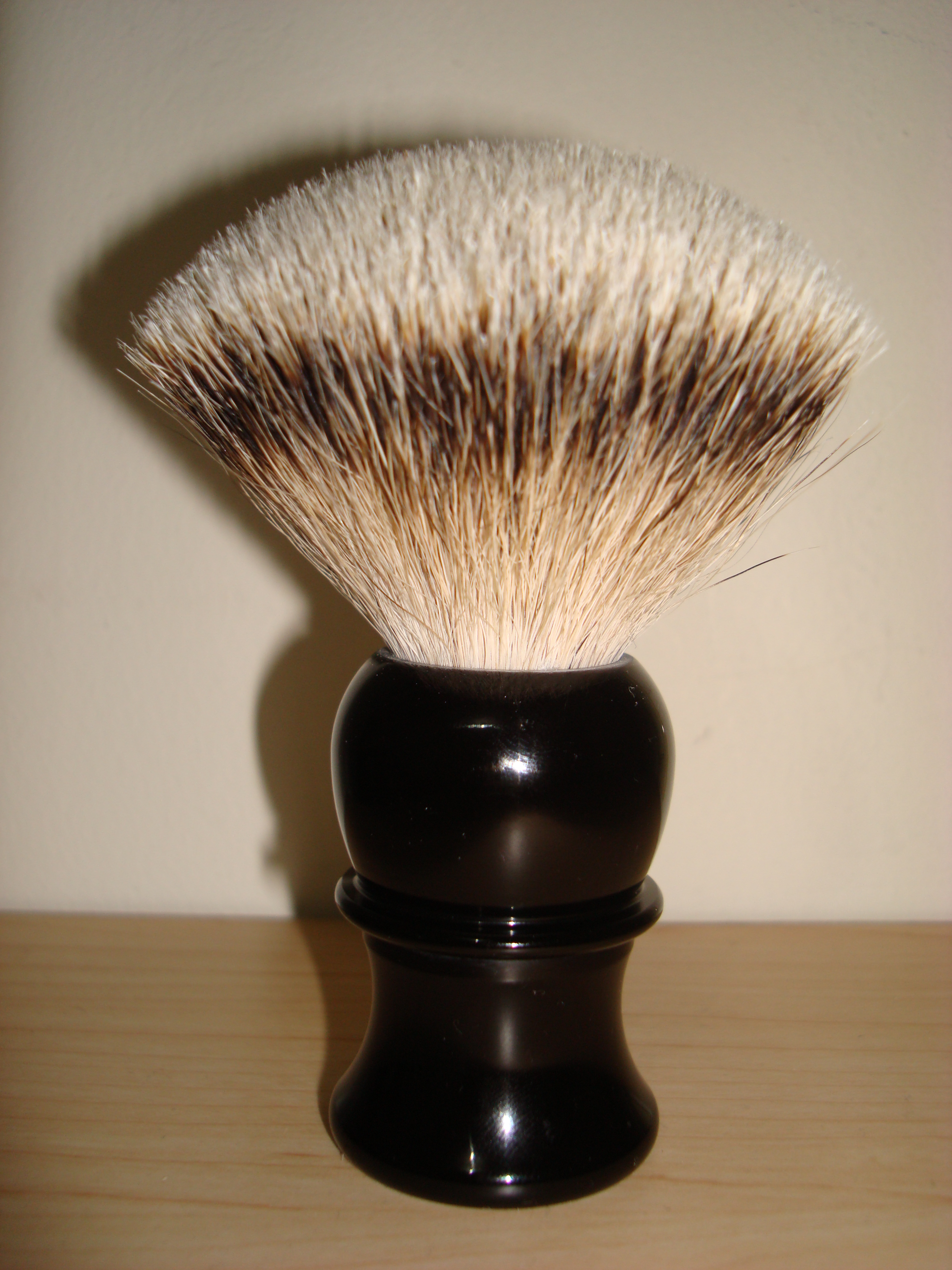
brotxa de teixó Silvertip o punta de plata. En la imatge es pot notar la claredat de les puntes.

També anomenat "teixó plata" o pel seu nom en anglès "Silvertip", és juntament amb el súper teixó el de major qualitat. Es caracteritza per tenir unes puntes molt clares (d'aquí el seu nom), ser el més suau de tots i el que reté més aigua. És conseqüentment un dels més cars juntament amb el súper teixó.

#### Súper teixó
També anomenat "dues bandes" es tracta d'un tipus de punta de plata. Les arrels de les truges són fosques mentre que les puntes són molt blanques (d'aquí el nom dues bandes) mentre que altres tipus com la punta de plata té arrels clares, la part mitjana del pèl és d'un color marró clar i les puntes són blanques. Aquest tipus de cabell reuneix les característiques de la suavitat de la punta de plata amb un centre més rígid que ofereix una major massatge sobre la pell; reté tanta aigua com la punta de plata. Depenent del fabricant, el súper teixó i la punta de plata serà més car l'un que l'altre. Se'l considera un tipus molt especial de pèl de teixó.

### Senglar

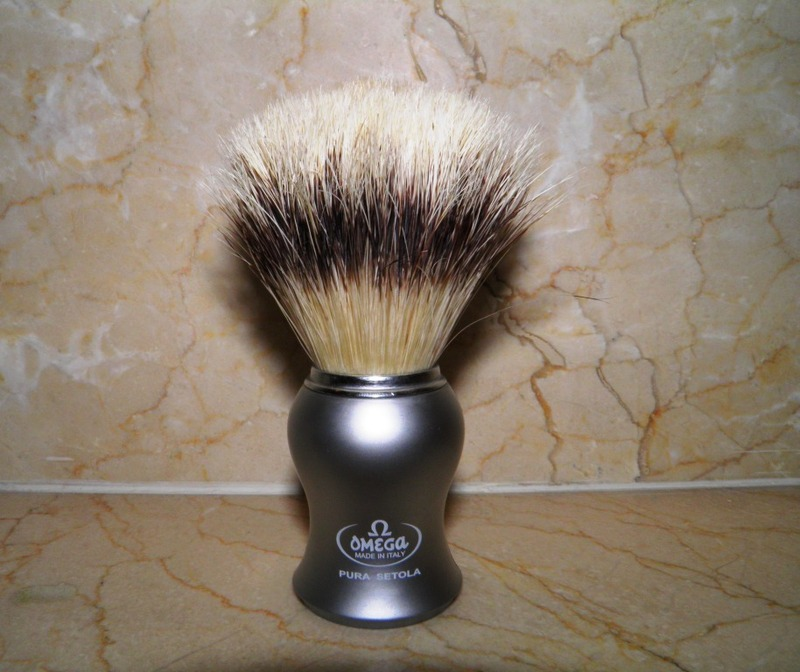
Típica brotxa de senglar feta a Itàlia.

El pèl de porc senglar és molt més aspre (encara que se suavitze amb l'ús constant) que qualsevol tipus de pèl de teixó i no reté tanta aigua, encara que no per això és de menor eficàcia. Són el tipus de brotxa més barates i són usades per homes que prefereixen un massatge més vigorós per part de la brotxa. Gran part de les brotxes de senglar que es produeixen actualment provenen d'Itàlia tot i que hi ha fabricants a Catalunya que segueixen fabricant-les de manera artesana.

### Niló
Les brotxes de niló tenen una rigidesa moderada i són preferides per homes amb algun tipus d'al·lèrgia al pèl animal.

## Beneficis
L'ús d'una brotxa d'afaitar en conjunt amb un sabó o crema tradicional per afaitar, creen una escuma rica i més hidratant que un gel o escuma en pot la qual cosa permet afaitades més suaus. Darrerament s'ha esmentat molt (especialment als Estats Units) sobre com l'ús d'una brotxa d'afaitar en conjunt amb sabó o crema tradicional poden millorar l'afaitament pel fet que l'escuma generada no és tan seca i de baixa qualitat com la de gels o escumes en pot la qual cosa pot provocar irritació de la pell en alguns casos. A més, la fabricació de sabons d'afaitar o cremes tradicionals comporta menys processos industrials que els gels i escumes en pot, donant com a resultat productes més naturals i menys contaminants, durant també més temps, ja que es necessita menys producte per generar prou escuma.
Un mite sobre l'ús de la brotxa d'afaitar és la qüestió del temps que es necessita per generar una bona escuma. A primera vista fer l'escuma amb brotxa sembla una mica lent. Però, amb la pràctica es pot obtenir abundant escuma en aproximadament un minut.
També, la brotxa d'afaitar al moment d'aplicar l'escuma a la pell produeix una exfoliació lleugera (com més aspra sigui la brotxa més gran serà l'exfoliació) i aixeca el pèl per preparar-lo per a l'afaitada, la qual cosa elimina la necessitat d'usar un exfoliant separadament abans de l'afaitament per a aixecar els cabells i humectar la pell.

## Fabricants
La major part de les brotxes que es fabriquen actualment són de producció europea, de fabricants prestigiosos com ho són Rooney (Anglaterra), Simpson (Anglaterra), Vulfix (Anglaterra), Omega (Itàlia), shavemac (Alemanya), Semogue (Portugal), DOVO Solingen (Alemanya) per esmentar-ne alguns. A Catalunya queden uns quants fabricants (com Danidom) que des de mitjans de segle continuen produint la brotxa d'afaitar tradicional (la que consta de dues parts separables amb virolla de metall i mànec de fusta), tot i que al treballar per a distribuïdors més grans (com Beter o Eurostil) no són tan conegudes.
En molts països d'Europa la caça de teixons està prohibida per llei, per la qual cosa la majoria de les brotxes de pèl de teixó que es fabriquen a Europa ho fan amb pèl de teixó importat. La majoria d'aquest pèl de teixó prové de la Xina, Rússia i països que van formar part de la Unió Soviètica. A la Xina, els teixons són abundants i se'ls considera una plaga la sobrepoblació és una amenaça per a l'agricultura. El govern xinès controla la caça de teixons donant llicència als caçadors de petits poblats. Aquest control a la població de teixons es fa cada any i el govern xinès és molt estricte en què la població de teixons no decreixi greument. A més, a la Xina al teixó se li caça també per la seva pell, la seva carn (la qual és un plat típic a la Xina) i pel seu greix per a l'elaboració d'ungüents de la medicina xinesa tradicional.